# Echinohelea lanei
Echinohelea lanei är en tvåvingeart som beskrevs av Wirth 1951. Echinohelea lanei ingår i släktet Echinohelea och familjen svidknott. Inga underarter finns listade i Catalogue of Life.